# ذي مذايب (يريم)

تعديل مصدري - تعديل

ذي مذايب هي إحدى قرى عزلة ارياب بمديرية يريم التابعة لمحافظة إب، بلغ تعداد سكانها 229 نسمة حسب تعداد اليمن لعام 2004.